# Херман I (Майсен)
Херман I фон Майсен (на немски: Hermann I von Meißen) от род Екехардини, е от 1009 г. до 1038 г. маркграф на Майсен, от 1004 до 1007 г. маркграф на Горна Лужица, граф в Хасегау от 1028 до 1038 г. и граф в Бауцен от 1007 до 1038 г.

## Биография
Той е най-големият син на маркграф Екехард I от род Екехардини и на Сванхилда (Суанехилда), от рода на Билунгите, дъщеря на саксонския маркграф Херман Билунг.
Той получава Маркграфство Майсен след изгонването на чичо му Гунзелин през 1009 г.
Херман I се жени за Регелинда (* 989, † 1016), дъщеря на полския херцог и крал Болеслав I Храбри. Бракът заздравява връзката между Пястите и Екехардините.
Херман и Регелинда, заедно с брат му Екехард II и съпругата му Ута, са главни дарители на Наумбургската катедрала в Наумбург (Заале).
След смъртта му е наследен от по-малкия му брат Екехард II.